# Leptaxis minor
Leptaxis minor is een slakkensoort uit de familie van de Hygromiidae. De wetenschappelijke naam van de soort is voor het eerst geldig gepubliceerd in 1975 door Backhuys.